# Microcara dufaui
Microcara dufaui là một loài bọ cánh cứng trong họ Scirtidae. Loài này được Fleutiaux, Legros, Lepesme & Paulian miêu tả khoa học năm 1947.